# Малоситнянский сельсовет
Малоситнянский сельсовет — административная единица на территории Полоцкого района Витебской области Республики Беларусь. Административный центр — деревня Малое Ситно.

## История
В 2004 году из упразднённого Трудовского сельсовета населённые пункты переданы в состав Малоситнянского сельсовета.

## Состав
Малоситнянский сельсовет включает 22 населённых пункта:
- Алёща — деревня.
- Белое — деревня.
- Большое Ситно — деревня.
- Булыги — деревня.
- Быховцы — деревня.
- Владимировка — деревня.
- Грибно — деревня.
- Дретунь — деревня.
- Жельцы — деревня.
- Заболотье — деревня.
- Заситница — деревня.
- Званое — деревня.
- Ковали — деревня.
- Лешно — деревня.
- Малое Ситно — деревня.
- Недружно — деревня.
- Орлея — деревня.
- Осовцы — деревня.
- Получье — деревня.
- Стодольница — деревня.
- Труды — деревня.
- Федоровка — деревня.